# جون مايرز (لاعب كرة قدم أمريكية)
جون مايرز (بالإنجليزية: John Meyers)‏ هو لاعب كرة قدم أمريكية أمريكي، ولد في 16 يناير 1940 في فوريست سيتي في الولايات المتحدة، وتوفي في 7 مايو 1998.

## وصلات خارجية
- جون مايرز على موقع كلية كرة السلة في سبورتس رفرنس.كوم (الإنجليزية)
- جون مايرز على موقع مرجع كرة القدم المحترفة.كوم (الإنجليزية)